# Pittsburg (New Hampshire)
Pittsburg – miasto w Stanach Zjednoczonych, w stanie New Hampshire, w hrabstwie Coös.